# ポートリンカーン

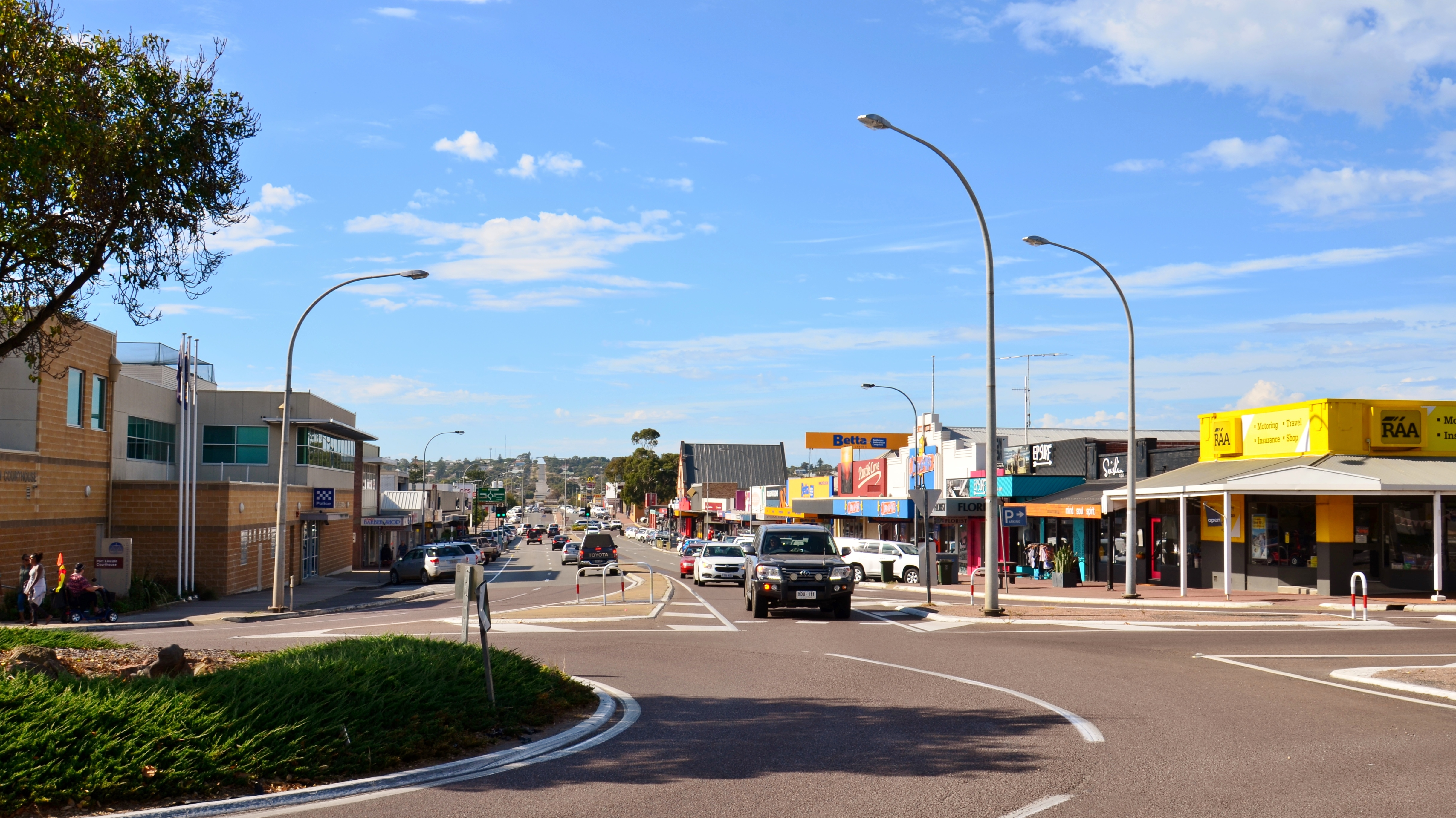
リバプール通り

ポートリンカーン（Port Lincoln, Galinyala）とは、オーストラリア大陸の中南部に位置する逆三角形の形の半島（エアー半島）の先端付近に位置する市である。

## 概要
南オーストラリア州都のアデレードから280km西に位置する。ただしアデレードとはスペンサー湾（Spenser gulf）を挟んだ位置関係にあるため陸路では600km以上ある。日本向けの蓄養インドマグロの水揚げで知られる漁港、港町であるほか、エアー半島の農産物の集散地としての顔も併せ持つ。

## 地理

### 周辺の都市
コフィン・ベイ（西へ36km）、タンビー・ベイ（Tumby Bay,北へ45km）、カミンズ（Cummins,北北西へ52km）

## 歴史
- 1836年のヨーロッパ人の入植以前はアボリジニの一族であるパーンカラ族が住んでいた。
- 1802年、探検家のマシュー・フリンダースがこの一帯を発見し、ポートリンカーンと名付けた。

## 姉妹都市
- リンカン（イギリス連合王国 イングランド国 イースト･ミッドランズ地方 リンカンシャー州）
- 室戸市（日本国 四国地方 高知県）

## 交通

### 空港
- ポートリンカーン空港